# ريفاستيجمين
الريفاستيجمين(بالإنجليزية: Rivastigmine) يباع تحت المسمى التجاري Exelon, هو محاكي لاود ِّي ِّ أو عامل كوليني يستخدم لعلاج الحالات البسيطة والمعتدلة لخرف الزهايمر أو الخرف الناجم عن مرض الباركنسون. يمكن أخذ هذا الدواء فمويا أو عن طريق لاصقات الجلد؛ الشكل الأخير يقلل من انتشار الأعراض الجانبية, التي تتضمن الغثيان والقئ. يتم طرح الدواء عن طريق البول، ويظهر أن لديه تداخلات دوائية بشكل قليل نسبياً.

## التاريخ
تم تطويرالريفاستيجمين من قبل مارتا واينستوك- روسين (Marta Weinstock-Rosin) قسم الصيدلة في الجامعة العبرية في القدس وبيعه لشركة نوفارتيس (Novartis) من قبل Yissum للتنمية التجارية. وهو مشتق شبه صناعي من مادة الفيزوستيجمين. يوجد على شكل كبسولات ومستحضرات سائلة منذ عام 1997. في عام 2006 أصبح أول منتج موافق عليه عالميا لعلاج حالات الخرف البسيطة والمتوسطة المرافقة لمرض الباركنسون؛ وفي عام 2007 أصبحت لاصقات الريفاستيجمين الجلدية أول لاصقات لعلاج الخرف.

## تعاطي الدواء
طرطرات الريفاستيجمين هو مسحوق بلوري أبيض محب للدهون(قابل للذوبان في الدهون) ومحب للماء (قابل للذوبان في الماء). يتواجد بعدة أشكال: كبسولات، محاليل، ولاصقات جلدية. مثل أي مثبط للكولينستريز، فإنه يحتاج إلى زيادة الجرعات بشكل تدريجي خلال عدة أسابيع، وتسمى هذه المرحلة بالمعايرة. ينبغي معايرة الجرعات الفموية من الريفاستيجمين بزيادتها 3 ملغ/يوم كل 2-4 أسابيع. والاخذ عن طريق الفم يبدأ بجرعة 1.5 ملغ مرتين يوميا ويتبعها زيادة الجرعة بمقدار 1.5 ملغ للجرعة بعد 4 أسابيع. يجب زيادة الجرعة إلى الحد الذي تكون فيه الاعراض الجانبية محتملة. ويجب تذكير المرضى دائما بأخذه مع الطعام. بالنسبة للاصقات الجلدية تكون الجرعة الأولية 4.6 ملغ/لليوم ويتم زيادتها ل 9.5 ملغ لكل يوم بعد 4 أسابيع إذا كانت الاعراض الجانبية محتملة بالنسبة للمريض. يجب تذكير المريض بتغيير اللاصق الدوائي يوميا وتغيير أماكن إلصاقه. من الأفضل أن يتم الإلصاق على الجزء العلوي من الظهر والجذع.
يعتبر الريفاستيجمين بالنسبة للحوامل من الفئة B أما بالنسبة للرضاعة فليس هنالك معلومات كافية لرصد مخاطره. في حالات أخذ جرعات زائدة يتم إعطاء الأتروبين لعلاج تباطؤ القلب. عمليات غسل الكلى تعتبر غير فعاله وذلك بسبب العمر النصفي للدواء.

## الديناميكا الدوائية
الريفاستيجمين، يعتبر مثبط للكولينستراز، يثبط كلا من البيوتيرلكولينستراز والاسيتل كولينستراز(بعكس ال donepezil الذي يثبط الاسيتل كولينستراز فقط), أي أنه يعمل من خلال تثبيط أنزيمات الكولينستراز التي تعمل على تكسير نواقل الاسيتل كولين في الدماغ.

## دواعي الاستعمال
قامت الإدارة الأمريكية للغذاء والدواء بالموافقة على دواء الريفاستيجمين بأشكاله (الكبسولات، المحاليل واللاصقات الجلدية) لعلاج الحالات البسيطة والمتوسطة لخرف الزهايمر والحالات البسيطة والمتوسطة للخرف المرتبط بالباركينسون. وقد تم استعماله من ما يقارب ال6 ملايين مريض.
أظهر الريفاستيجمين تأثيرات علاجية واضحة للمشاكل المتواجدة في كل من الجانب المعرفي (التفكير والذاكرة), الوظيفي (الممارسات اليومية) والسلوكي المرافقة لخرف الزهايمر والباركينسون.

## فعالية الدواء
تمكن الدواء من إظهار نتائج فعلية مرضية للمرضى المصابين بالخرف من كلا النوعين وذلك بزيادة شعورهم بالاستقلالية، وقد ظهرت هذه النتائج بوضوح، خاصة عند الحالات العنيدة (كالإصابة بالخرف بسن مبكرة، سوء التغذية والاشخاص الذين تظهر عليهم أعراض الهلوسة والأوهام). على سبيل المثال، وجود الهلوسات يبدي دلالة على قوة الاستجابة للدواء في مرضى الألزهايمر والباركنسون. وهذه التأثيرات تعكس وجود تثبيط للبيوتيرلكولينستراز وذلك يظهر فوائد إضافية على المثبطات الانتقائية للاسيتل كوليناستراز. المرضى المصابين بالخرف متعدد الاحتشاءات يظهرون تحسنا طفيفا في الوظائف التنفيذية والسلوكية. أما بالنسبة لمرضى الفصام فلا توجد دلالة دامغة تدعم استعمالهم للدواء.
فعالية الريفاستيجمين تشابه فعالية ال donepezil وال tarcine. يمكن ان تكون الجرعات التي هي اقل من 6ملغ/يوم غير فعالة. وتعتبر تأثيرات هذه الادوية على مختلف أنواع الخرف متضمنة خرف الزهايمر بسيطة، ولا يزال غير واضح من هو المثبط الانزيمي الأفضل لخرف الباركينسون على الرغم من الدراسات على الريفاستيجمين.

## الاثار الجانبية
قد تشمل الاثار الجانبية الغثيان، القئ وانخفاض الشهية وفقدان الوزن.
التأثير القوي للريفاستيجمين (المستمد من آليته التثبيطية المزدوجة) يؤدي إلى مزيد من الغثيان والقئ أثناء مرحلة معايرة الدواء المأخوذ عن طريق الفم، وهذا يحرض على أخذ الدواء مع الطعام، ومع ذلك فإن معدلات الغثيان والقئ تنخفض بشكل ملحوظ عند استخدام لاصقات الريفاستيجمين مرة واحدة يوميا(يمكن تطبيقها في أي وقت من اليوم، مع أو بدون طعام).و ينبغي على المرضى ومقدمي الرعاية أن يكونوا على بينة من علامات التسمم المحتملة ومتى تدعو الحاجة إلى استدعاء الطبيب.يمكن أن يحدث طفح جلدي في حال استعمال اللاصقات الجلدية والدواء الفموي وهنا يجب الاتصال بالطبيب مباشرة. يجب على المريض مراقبة ما إذا حدث حكة شديدة أو احمرار، تورم أو ظهور تقرحات مكان اللاصق، فهنا، عليه أن يزيل اللاصق ويشطف المنطقة المصابة ويستدعي الطبيب فورا.
خلال التجارب السريرية الكبرى للاصقات الريفاستيجمين على 1195 مريض بالزهايمر، كانت الجرعة المستهدفة لاللاصقات والتي هي 9.5 ملغ/24 ساعة قد حققت نتائج مماثلة لكبسولات الريفاستيجمين ذات الجرعات العليا(على الذاكرة والتفكير، الحياة اليومية والتركيز) ولكن بثلث احتمالية الإصابة بالقئ والغثيان.

## حركية الدواء
يتم امتصاص الدواء جيدا عند إعطائه عن طريق الفم، بتوافر بيولوجي مقداره 40% في جرعة 3ملغ. تتبع حركية الدواء العلاقة الخطية للجرعات إلى حد 3ملغ /12 ساعة وتصبح غير خطية بالجرعات الاعلى.و يتم التخلص من الدواء عن طريق البول.يصل تركيز الدواء في البلازما أوجه في حوالي ساعة واحدة، وفي السائل النخاعي أوجه خلال 1.4-3.8 ساعة.عند أخذه على شكل لاصق جلدي تكون حركيته أكثر سلاسة مقارنة مع الكبسولات بذروة تركيز وتقلبات أقل. اللاصقات بجرعة ملغ9.5/24 ساعة تبين المقارنة بمقدار التعرض للدواء بينها وبين الكبسولات التي تصل إلى الحد الاقصى من الجرعة المسموحة 12ملغ/24 ساعة.
لا يمكن لهذا المركب عبور الحاجز بين الدماغ والدم، وتصل نسبة ارتباطه ببروتينات البلازما إلى 40%.
المسار الرئيسي لعمليات الايض للدواء تكون عن طريق تحلل انزيم الكولينستراز، وعند التخلص منه فإنه يتفادى الكبد وبالتالي فان السيتوكروم p450 لا يتأثر بوجوده.
وتعتبر التداخلات الدوائية لديه قليلة لعدم تعرضه للسيتوكروم p450 الذي يعتبر مسار ايضي لكثير من الادوية الأخرى.